# Prvoslav Mihajlović
Prvoslav Mihajlović (13 de abril de 1921 — 28 de junho de 1978) foi um futebolista sérvio. Ele competiu na Copa do Mundo de 1950, sediada no Brasil, na qual a Iugoslávia terminou na 5ª colocação dentre os treze participantes.